# Jacques Gabriel (mort en 1628)
Pour les articles homonymes, voir Gabriel et Jacques Gabriel.
Jacques Gabriel est un maître maçon, probable fils de François Gabriel, aïeul d'une dynastie d'architectes normands, aussi connu sous le nom de Jacques I Gabriel, né à Argentan et décédé probablement dans la même ville avant le 7 janvier 1628.

## Biographie
Il est actif entre 1590 et 1610.
Il s'est marié le 18 décembre 1600, à Argentan, avec Marie Duno. De cette union sont nés :
- Maurice I Gabriel, baptisé le 25 juillet 1602 à l'église Saint-Germain d'Argentan. Il s'est marié à Argentan par le contrat de mariage passé le 27 juillet 1632 avec Catherine Richard. Il est mort en 1649 à Argentan. Il est le maître d'œuvre du clocher de l'église Saint-Germain d'Argentan. Il est intervenu au château de Carrouges où il fait l'ordonnancement des jardins, il y a construit la chapelle du château de Carrouges en 1642, et, en 1648, il a dirigé l'exécution des boiseries de la chambre des évêques[2].
- Jacques II Gabriel, baptisé à Argentan le 16 octobre 1605. Il s'est ensuite établi à Saint-Paterne, en Touraine. Il est mort en 1662.
- Perrine Gabriel, baptisée le 18 juillet 1608 à Argentan. Mariée dans la même ville, le 11 juillet 1630, à Jean Guiboult.
- André Gabriel, baptisé à Argentan le 2 novembre 1610. Sans autre information sur sa vie.

Il est le grand-père de Jacques V Gabriel et l'arrière grand-père d'Ange-Jacques Gabriel

## Principales réalisations

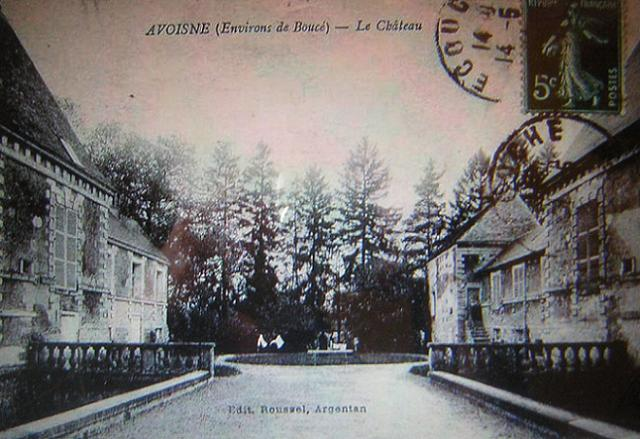
Le château d'Avoisne au début du XXe siècle

- l'architecte du Château d'Avoisne, classé au titre des monuments historiques[4] (1598 - 1601)
- restauration du clocher de l'église Saint-Pierre de Caen, fortement endommagé par une volée d'artillerie en 1563[5]
- il travaille au cœur de l'église Saint-Germain et dirige la restauration de l'église Saint-Martin d'Argentan (1568 - 1608)
- construction de l'ancien hôtel de ville de Rouen (1607)[6],[7]

## Généalogie simplifiée
|                             |                             |                             |                             |                             |                             |  |  |                                                |                                                |                                                |                                                |                                                |                                                |                                    |                                    |                                    |                                    |                                                                       |                                                                       |                                                                       |                                                                       |                                                                       |                                                                       | Jehan Mansart (maître maçon)               | Jehan Mansart (maître maçon)               | Jehan Mansart (maître maçon)               | Jehan Mansart (maître maçon)               | Jehan Mansart (maître maçon)                      | Jehan Mansart (maître maçon)                      |                                                   |                                                   |                                                   |                                                   |                                                  |                                                  | Jacques Le Roy (maître maçon)                    | Jacques Le Roy (maître maçon)                    | Jacques Le Roy (maître maçon) | Jacques Le Roy (maître maçon) | Jacques Le Roy (maître maçon) | Jacques Le Roy (maître maçon) |                              |                              |                              |                              |                                            |                                            |                                            |                                            |                                            |                                            |                                     |                                     |                        |                        |                        |                        |               |               |                                   |                                   |                                   |                                   |                                               |                                               |                                               |                                               |                                               |                                               |                                           |                                           |                                                |                                                |                                                |                                                |                                                |                                                |                                  |                                  |                                               |                                               |                                               |                                               |                                               |                                               |  |  |
|                             |                             |                             |                             |                             |                             |  |  |                                                |                                                |                                                |                                                |                                                |                                                |                                    |                                    |                                    |                                    |                                                                       |                                                                       |                                                                       |                                                                       |                                                                       |                                                                       | Jehan Mansart (maître maçon)               | Jehan Mansart (maître maçon)               | Jehan Mansart (maître maçon)               | Jehan Mansart (maître maçon)               | Jehan Mansart (maître maçon)                      | Jehan Mansart (maître maçon)                      |                                                   |                                                   |                                                   |                                                   |                                                  |                                                  | Jacques Le Roy (maître maçon)                    | Jacques Le Roy (maître maçon)                    | Jacques Le Roy (maître maçon) | Jacques Le Roy (maître maçon) | Jacques Le Roy (maître maçon) | Jacques Le Roy (maître maçon) |                              |                              |                              |                              |                                            |                                            |                                            |                                            |                                            |                                            |                                     |                                     |                        |                        |                        |                        |               |               |                                   |                                   |                                   |                                   |                                               |                                               |                                               |                                               |                                               |                                               |                                           |                                           |                                                |                                                |                                                |                                                |                                                |                                                |                                  |                                  |                                               |                                               |                                               |                                               |                                               |                                               |  |  |
|                             |                             |                             |                             |                             |                             |  |  |                                                |                                                |                                                |                                                |                                                |                                                |                                    |                                    |                                    |                                    |                                                                       |                                                                       |                                                                       |                                                                       |                                                                       |                                                                       | Absalon Mansart (charpentier)              | Absalon Mansart (charpentier)              | Absalon Mansart (charpentier)              | Absalon Mansart (charpentier)              | Absalon Mansart (charpentier)                     | Absalon Mansart (charpentier)                     |                                                   |                                                   |                                                   |                                                   |                                                  |                                                  | Michelle Le Roy                                  | Michelle Le Roy                                  | Michelle Le Roy               | Michelle Le Roy               | Michelle Le Roy               | Michelle Le Roy               |                              |                              |                              |                              |                                            |                                            |                                            |                                            |                                            |                                            |                                     |                                     |                        |                        |                        |                        |               |               |                                   |                                   |                                   |                                   |                                               |                                               |                                               |                                               | François Gabriel (maître maçon)               | François Gabriel (maître maçon)               | François Gabriel (maître maçon)           | François Gabriel (maître maçon)           | François Gabriel (maître maçon)                | François Gabriel (maître maçon)                |                                                |                                                |                                                |                                                |                                  |                                  |                                               |                                               |                                               |                                               |                                               |                                               |  |  |
|                             |                             |                             |                             |                             |                             |  |  |                                                |                                                |                                                |                                                |                                                |                                                |                                    |                                    |                                    |                                    |                                                                       |                                                                       |                                                                       |                                                                       |                                                                       |                                                                       | Absalon Mansart (charpentier)              | Absalon Mansart (charpentier)              | Absalon Mansart (charpentier)              | Absalon Mansart (charpentier)              | Absalon Mansart (charpentier)                     | Absalon Mansart (charpentier)                     |                                                   |                                                   |                                                   |                                                   |                                                  |                                                  | Michelle Le Roy                                  | Michelle Le Roy                                  | Michelle Le Roy               | Michelle Le Roy               | Michelle Le Roy               | Michelle Le Roy               |                              |                              |                              |                              |                                            |                                            |                                            |                                            |                                            |                                            |                                     |                                     |                        |                        |                        |                        |               |               |                                   |                                   |                                   |                                   |                                               |                                               |                                               |                                               | François Gabriel (maître maçon)               | François Gabriel (maître maçon)               | François Gabriel (maître maçon)           | François Gabriel (maître maçon)           | François Gabriel (maître maçon)                | François Gabriel (maître maçon)                |                                                |                                                |                                                |                                                |                                  |                                  |                                               |                                               |                                               |                                               |                                               |                                               |  |  |
|                             |                             |                             |                             |                             |                             |  |  |                                                |                                                |                                                |                                                |                                                |                                                |                                    |                                    |                                    |                                    |                                                                       |                                                                       |                                                                       |                                                                       |                                                                       |                                                                       |                                            |                                            |                                            |                                            |                                                   |                                                   |                                                   |                                                   |                                                   |                                                   |                                                  |                                                  |                                                  |                                                  |                               |                               |                               |                               |                              |                              |                              |                              |                                            |                                            |                                            |                                            |                                            |                                            |                                     |                                     |                        |                        |                        |                        |               |               |                                   |                                   |                                   |                                   |                                               |                                               |                                               |                                               |                                               |                                               |                                           |                                           |                                                |                                                |                                                |                                                |                                                |                                                |                                  |                                  |                                               |                                               |                                               |                                               |                                               |                                               |  |  |
|                             |                             |                             |                             |                             |                             |  |  |                                                |                                                |                                                |                                                |                                                |                                                |                                    |                                    |                                    |                                    |                                                                       |                                                                       |                                                                       |                                                                       |                                                                       |                                                                       |                                            |                                            |                                            |                                            |                                                   |                                                   |                                                   |                                                   |                                                   |                                                   |                                                  |                                                  |                                                  |                                                  |                               |                               |                               |                               |                              |                              |                              |                              |                                            |                                            |                                            |                                            |                                            |                                            |                                     |                                     |                        |                        |                        |                        |               |               |                                   |                                   |                                   |                                   |                                               |                                               |                                               |                                               |                                               |                                               |                                           |                                           |                                                |                                                |                                                |                                                |                                                |                                                |                                  |                                  |                                               |                                               |                                               |                                               |                                               |                                               |  |  |
|                             |                             |                             |                             |                             |                             |  |  | Frémin de Cotte (ingénieur, architecte du roi) | Frémin de Cotte (ingénieur, architecte du roi) | Frémin de Cotte (ingénieur, architecte du roi) | Frémin de Cotte (ingénieur, architecte du roi) | Frémin de Cotte (ingénieur, architecte du roi) | Frémin de Cotte (ingénieur, architecte du roi) |                                    |                                    |                                    |                                    |                                                                       |                                                                       |                                                                       |                                                                       |                                                                       |                                                                       |                                            |                                            | François Mansart (architecte)              | François Mansart (architecte)              | François Mansart (architecte)                     | François Mansart (architecte)                     | François Mansart (architecte)                     | François Mansart (architecte)                     |                                                   |                                                   | Marie Mansart                                    | Marie Mansart                                    | Marie Mansart                                    | Marie Mansart                                    | Marie Mansart                 | Marie Mansart                 |                               |                               |                              |                              |                              |                              | Germain Gaultier (sculpteur et architecte) | Germain Gaultier (sculpteur et architecte) | Germain Gaultier (sculpteur et architecte) | Germain Gaultier (sculpteur et architecte) | Germain Gaultier (sculpteur et architecte) | Germain Gaultier (sculpteur et architecte) |                                     |                                     |                        |                        |                        |                        |               |               |                                   |                                   |                                   |                                   |                                               |                                               |                                               |                                               | Jacques I Gabriel ( -1628) (maître maçon)     | Jacques I Gabriel ( -1628) (maître maçon)     | Jacques I Gabriel ( -1628) (maître maçon) | Jacques I Gabriel ( -1628) (maître maçon) | Jacques I Gabriel ( -1628) (maître maçon)      | Jacques I Gabriel ( -1628) (maître maçon)      |                                                |                                                |                                                |                                                |                                  |                                  |                                               |                                               |                                               |                                               |                                               |                                               |  |  |
|                             |                             |                             |                             |                             |                             |  |  | Frémin de Cotte (ingénieur, architecte du roi) | Frémin de Cotte (ingénieur, architecte du roi) | Frémin de Cotte (ingénieur, architecte du roi) | Frémin de Cotte (ingénieur, architecte du roi) | Frémin de Cotte (ingénieur, architecte du roi) | Frémin de Cotte (ingénieur, architecte du roi) |                                    |                                    |                                    |                                    |                                                                       |                                                                       |                                                                       |                                                                       |                                                                       |                                                                       |                                            |                                            | François Mansart (architecte)              | François Mansart (architecte)              | François Mansart (architecte)                     | François Mansart (architecte)                     | François Mansart (architecte)                     | François Mansart (architecte)                     |                                                   |                                                   | Marie Mansart                                    | Marie Mansart                                    | Marie Mansart                                    | Marie Mansart                                    | Marie Mansart                 | Marie Mansart                 |                               |                               |                              |                              |                              |                              | Germain Gaultier (sculpteur et architecte) | Germain Gaultier (sculpteur et architecte) | Germain Gaultier (sculpteur et architecte) | Germain Gaultier (sculpteur et architecte) | Germain Gaultier (sculpteur et architecte) | Germain Gaultier (sculpteur et architecte) |                                     |                                     |                        |                        |                        |                        |               |               |                                   |                                   |                                   |                                   |                                               |                                               |                                               |                                               | Jacques I Gabriel ( -1628) (maître maçon)     | Jacques I Gabriel ( -1628) (maître maçon)     | Jacques I Gabriel ( -1628) (maître maçon) | Jacques I Gabriel ( -1628) (maître maçon) | Jacques I Gabriel ( -1628) (maître maçon)      | Jacques I Gabriel ( -1628) (maître maçon)      |                                                |                                                |                                                |                                                |                                  |                                  |                                               |                                               |                                               |                                               |                                               |                                               |  |  |
|                             |                             |                             |                             |                             |                             |  |  |                                                |                                                |                                                |                                                |                                                |                                                |                                    |                                    |                                    |                                    |                                                                       |                                                                       |                                                                       |                                                                       |                                                                       |                                                                       |                                            |                                            |                                            |                                            |                                                   |                                                   |                                                   |                                                   |                                                   |                                                   |                                                  |                                                  |                                                  |                                                  |                               |                               |                               |                               |                              |                              |                              |                              |                                            |                                            |                                            |                                            |                                            |                                            |                                     |                                     |                        |                        |                        |                        |               |               |                                   |                                   |                                   |                                   |                                               |                                               |                                               |                                               |                                               |                                               |                                           |                                           |                                                |                                                |                                                |                                                |                                                |                                                |                                  |                                  |                                               |                                               |                                               |                                               |                                               |                                               |  |  |
|                             |                             |                             |                             |                             |                             |  |  |                                                |                                                |                                                |                                                |                                                |                                                |                                    |                                    |                                    |                                    |                                                                       |                                                                       |                                                                       |                                                                       |                                                                       |                                                                       |                                            |                                            |                                            |                                            |                                                   |                                                   |                                                   |                                                   |                                                   |                                                   |                                                  |                                                  |                                                  |                                                  |                               |                               |                               |                               |                              |                              |                              |                              |                                            |                                            |                                            |                                            |                                            |                                            |                                     |                                     |                        |                        |                        |                        |               |               |                                   |                                   |                                   |                                   |                                               |                                               |                                               |                                               |                                               |                                               |                                           |                                           |                                                |                                                |                                                |                                                |                                                |                                                |                                  |                                  |                                               |                                               |                                               |                                               |                                               |                                               |  |  |
|                             |                             |                             |                             |                             |                             |  |  |                                                |                                                |                                                |                                                |                                                |                                                |                                    |                                    |                                    |                                    |                                                                       |                                                                       |                                                                       |                                                                       |                                                                       |                                                                       |                                            |                                            |                                            |                                            |                                                   |                                                   |                                                   |                                                   |                                                   |                                                   |                                                  |                                                  |                                                  |                                                  |                               |                               |                               |                               |                              |                              |                              |                              |                                            |                                            |                                            |                                            |                                            |                                            |                                     |                                     |                        |                        |                        |                        |               |               |                                   |                                   |                                   |                                   |                                               |                                               |                                               |                                               |                                               |                                               |                                           |                                           |                                                |                                                |                                                |                                                |                                                |                                                |                                  |                                  |                                               |                                               |                                               |                                               |                                               |                                               |  |  |
| Anne Du Fay                 | Anne Du Fay                 | Anne Du Fay                 | Anne Du Fay                 | Anne Du Fay                 | Anne Du Fay                 |  |  | Charles de Cotte                               | Charles de Cotte                               | Charles de Cotte                               | Charles de Cotte                               | Charles de Cotte                               | Charles de Cotte                               |                                    |                                    |                                    |                                    | Nicolas Bodin (Conseiller du roi, Trésorier de la Prévôté de l'Hôtel) | Nicolas Bodin (Conseiller du roi, Trésorier de la Prévôté de l'Hôtel) | Nicolas Bodin (Conseiller du roi, Trésorier de la Prévôté de l'Hôtel) | Nicolas Bodin (Conseiller du roi, Trésorier de la Prévôté de l'Hôtel) | Nicolas Bodin (Conseiller du roi, Trésorier de la Prévôté de l'Hôtel) | Nicolas Bodin (Conseiller du roi, Trésorier de la Prévôté de l'Hôtel) |                                            |                                            |                                            |                                            | Raphaël Hardouin (peintre)                        | Raphaël Hardouin (peintre)                        | Raphaël Hardouin (peintre)                        | Raphaël Hardouin (peintre)                        | Raphaël Hardouin (peintre)                        | Raphaël Hardouin (peintre)                        |                                                  |                                                  | Marie Gaultier                                   | Marie Gaultier                                   | Marie Gaultier                | Marie Gaultier                | Marie Gaultier                | Marie Gaultier                |                              |                              | Michelle Gaultier            | Michelle Gaultier            | Michelle Gaultier                          | Michelle Gaultier                          | Michelle Gaultier                          | Michelle Gaultier                          |                                            |                                            | Edme Delisle (peintre)              | Edme Delisle (peintre)              | Edme Delisle (peintre) | Edme Delisle (peintre) | Edme Delisle (peintre) | Edme Delisle (peintre) |               |               |                                   |                                   |                                   |                                   | Jacques II Gabriel (1605-1662) (maître maçon) | Jacques II Gabriel (1605-1662) (maître maçon) | Jacques II Gabriel (1605-1662) (maître maçon) | Jacques II Gabriel (1605-1662) (maître maçon) | Jacques II Gabriel (1605-1662) (maître maçon) | Jacques II Gabriel (1605-1662) (maître maçon) |                                           |                                           |                                                |                                                | Maurice I Gabriel (maître maçon)               | Maurice I Gabriel (maître maçon)               | Maurice I Gabriel (maître maçon)               | Maurice I Gabriel (maître maçon)               | Maurice I Gabriel (maître maçon) | Maurice I Gabriel (maître maçon) |                                               |                                               |                                               |                                               |                                               |                                               |  |  |
| Anne Du Fay                 | Anne Du Fay                 | Anne Du Fay                 | Anne Du Fay                 | Anne Du Fay                 | Anne Du Fay                 |  |  | Charles de Cotte                               | Charles de Cotte                               | Charles de Cotte                               | Charles de Cotte                               | Charles de Cotte                               | Charles de Cotte                               |                                    |                                    |                                    |                                    | Nicolas Bodin (Conseiller du roi, Trésorier de la Prévôté de l'Hôtel) | Nicolas Bodin (Conseiller du roi, Trésorier de la Prévôté de l'Hôtel) | Nicolas Bodin (Conseiller du roi, Trésorier de la Prévôté de l'Hôtel) | Nicolas Bodin (Conseiller du roi, Trésorier de la Prévôté de l'Hôtel) | Nicolas Bodin (Conseiller du roi, Trésorier de la Prévôté de l'Hôtel) | Nicolas Bodin (Conseiller du roi, Trésorier de la Prévôté de l'Hôtel) |                                            |                                            |                                            |                                            | Raphaël Hardouin (peintre)                        | Raphaël Hardouin (peintre)                        | Raphaël Hardouin (peintre)                        | Raphaël Hardouin (peintre)                        | Raphaël Hardouin (peintre)                        | Raphaël Hardouin (peintre)                        |                                                  |                                                  | Marie Gaultier                                   | Marie Gaultier                                   | Marie Gaultier                | Marie Gaultier                | Marie Gaultier                | Marie Gaultier                |                              |                              | Michelle Gaultier            | Michelle Gaultier            | Michelle Gaultier                          | Michelle Gaultier                          | Michelle Gaultier                          | Michelle Gaultier                          |                                            |                                            | Edme Delisle (peintre)              | Edme Delisle (peintre)              | Edme Delisle (peintre) | Edme Delisle (peintre) | Edme Delisle (peintre) | Edme Delisle (peintre) |               |               |                                   |                                   |                                   |                                   | Jacques II Gabriel (1605-1662) (maître maçon) | Jacques II Gabriel (1605-1662) (maître maçon) | Jacques II Gabriel (1605-1662) (maître maçon) | Jacques II Gabriel (1605-1662) (maître maçon) | Jacques II Gabriel (1605-1662) (maître maçon) | Jacques II Gabriel (1605-1662) (maître maçon) |                                           |                                           |                                                |                                                | Maurice I Gabriel (maître maçon)               | Maurice I Gabriel (maître maçon)               | Maurice I Gabriel (maître maçon)               | Maurice I Gabriel (maître maçon)               | Maurice I Gabriel (maître maçon) | Maurice I Gabriel (maître maçon) |                                               |                                               |                                               |                                               |                                               |                                               |  |  |
|                             |                             |                             |                             |                             |                             |  |  |                                                |                                                |                                                |                                                |                                                |                                                |                                    |                                    |                                    |                                    |                                                                       |                                                                       |                                                                       |                                                                       |                                                                       |                                                                       |                                            |                                            |                                            |                                            |                                                   |                                                   |                                                   |                                                   |                                                   |                                                   |                                                  |                                                  |                                                  |                                                  |                               |                               |                               |                               |                              |                              |                              |                              |                                            |                                            |                                            |                                            |                                            |                                            |                                     |                                     |                        |                        |                        |                        |               |               |                                   |                                   |                                   |                                   |                                               |                                               |                                               |                                               |                                               |                                               |                                           |                                           |                                                |                                                |                                                |                                                |                                                |                                                |                                  |                                  |                                               |                                               |                                               |                                               |                                               |                                               |  |  |
|                             |                             |                             |                             |                             |                             |  |  |                                                |                                                |                                                |                                                |                                                |                                                |                                    |                                    |                                    |                                    |                                                                       |                                                                       |                                                                       |                                                                       |                                                                       |                                                                       |                                            |                                            |                                            |                                            |                                                   |                                                   |                                                   |                                                   |                                                   |                                                   |                                                  |                                                  |                                                  |                                                  |                               |                               |                               |                               |                              |                              |                              |                              |                                            |                                            |                                            |                                            |                                            |                                            |                                     |                                     |                        |                        |                        |                        |               |               |                                   |                                   |                                   |                                   |                                               |                                               |                                               |                                               |                                               |                                               |                                           |                                           |                                                |                                                |                                                |                                                |                                                |                                                |                                  |                                  |                                               |                                               |                                               |                                               |                                               |                                               |  |  |
|                             |                             |                             |                             |                             |                             |  |  |                                                |                                                |                                                |                                                |                                                |                                                |                                    |                                    |                                    |                                    |                                                                       |                                                                       |                                                                       |                                                                       |                                                                       |                                                                       |                                            |                                            |                                            |                                            |                                                   |                                                   |                                                   |                                                   |                                                   |                                                   |                                                  |                                                  |                                                  |                                                  |                               |                               |                               |                               |                              |                              |                              |                              |                                            |                                            |                                            |                                            |                                            |                                            |                                     |                                     |                        |                        |                        |                        |               |               |                                   |                                   |                                   |                                   |                                               |                                               |                                               |                                               |                                               |                                               |                                           |                                           |                                                |                                                |                                                |                                                |                                                |                                                |                                  |                                  |                                               |                                               |                                               |                                               |                                               |                                               |  |  |
| Louis de Cotte (architecte) | Louis de Cotte (architecte) | Louis de Cotte (architecte) | Louis de Cotte (architecte) | Louis de Cotte (architecte) | Louis de Cotte (architecte) |  |  | Robert de Cotte (architecte)                   | Robert de Cotte (architecte)                   | Robert de Cotte (architecte)                   | Robert de Cotte (architecte)                   | Robert de Cotte (architecte)                   | Robert de Cotte (architecte)                   |                                    |                                    | Catherine Bodin                    | Catherine Bodin                    | Catherine Bodin                                                       | Catherine Bodin                                                       | Catherine Bodin                                                       | Catherine Bodin                                                       |                                                                       |                                                                       | Anne Bodin                                 | Anne Bodin                                 | Anne Bodin                                 | Anne Bodin                                 | Anne Bodin                                        | Anne Bodin                                        |                                                   |                                                   | Jules Hardouin-Mansart (architecte)               | Jules Hardouin-Mansart (architecte)               | Jules Hardouin-Mansart (architecte)              | Jules Hardouin-Mansart (architecte)              | Jules Hardouin-Mansart (architecte)              | Jules Hardouin-Mansart (architecte)              |                               |                               | Michel Hardouin (architecte)  | Michel Hardouin (architecte)  | Michel Hardouin (architecte) | Michel Hardouin (architecte) | Michel Hardouin (architecte) | Michel Hardouin (architecte) |                                            |                                            | Pierre Delisle-Mansart (architecte)        | Pierre Delisle-Mansart (architecte)        | Pierre Delisle-Mansart (architecte)        | Pierre Delisle-Mansart (architecte)        | Pierre Delisle-Mansart (architecte) | Pierre Delisle-Mansart (architecte) |                        |                        | Marie Delisle          | Marie Delisle          | Marie Delisle | Marie Delisle | Marie Delisle                     | Marie Delisle                     |                                   |                                   | Jacques IV Gabriel (1630-1686) (architecte)   | Jacques IV Gabriel (1630-1686) (architecte)   | Jacques IV Gabriel (1630-1686) (architecte)   | Jacques IV Gabriel (1630-1686) (architecte)   | Jacques IV Gabriel (1630-1686) (architecte)   | Jacques IV Gabriel (1630-1686) (architecte)   |                                           |                                           | Jacques III Gabriel (1637-1697) (maître maçon) | Jacques III Gabriel (1637-1697) (maître maçon) | Jacques III Gabriel (1637-1697) (maître maçon) | Jacques III Gabriel (1637-1697) (maître maçon) | Jacques III Gabriel (1637-1697) (maître maçon) | Jacques III Gabriel (1637-1697) (maître maçon) |                                  |                                  | Maurice II Gabriel (1632-1693) (maître maçon) | Maurice II Gabriel (1632-1693) (maître maçon) | Maurice II Gabriel (1632-1693) (maître maçon) | Maurice II Gabriel (1632-1693) (maître maçon) | Maurice II Gabriel (1632-1693) (maître maçon) | Maurice II Gabriel (1632-1693) (maître maçon) |  |  |
| Louis de Cotte (architecte) | Louis de Cotte (architecte) | Louis de Cotte (architecte) | Louis de Cotte (architecte) | Louis de Cotte (architecte) | Louis de Cotte (architecte) |  |  | Robert de Cotte (architecte)                   | Robert de Cotte (architecte)                   | Robert de Cotte (architecte)                   | Robert de Cotte (architecte)                   | Robert de Cotte (architecte)                   | Robert de Cotte (architecte)                   |                                    |                                    | Catherine Bodin                    | Catherine Bodin                    | Catherine Bodin                                                       | Catherine Bodin                                                       | Catherine Bodin                                                       | Catherine Bodin                                                       |                                                                       |                                                                       | Anne Bodin                                 | Anne Bodin                                 | Anne Bodin                                 | Anne Bodin                                 | Anne Bodin                                        | Anne Bodin                                        |                                                   |                                                   | Jules Hardouin-Mansart (architecte)               | Jules Hardouin-Mansart (architecte)               | Jules Hardouin-Mansart (architecte)              | Jules Hardouin-Mansart (architecte)              | Jules Hardouin-Mansart (architecte)              | Jules Hardouin-Mansart (architecte)              |                               |                               | Michel Hardouin (architecte)  | Michel Hardouin (architecte)  | Michel Hardouin (architecte) | Michel Hardouin (architecte) | Michel Hardouin (architecte) | Michel Hardouin (architecte) |                                            |                                            | Pierre Delisle-Mansart (architecte)        | Pierre Delisle-Mansart (architecte)        | Pierre Delisle-Mansart (architecte)        | Pierre Delisle-Mansart (architecte)        | Pierre Delisle-Mansart (architecte) | Pierre Delisle-Mansart (architecte) |                        |                        | Marie Delisle          | Marie Delisle          | Marie Delisle | Marie Delisle | Marie Delisle                     | Marie Delisle                     |                                   |                                   | Jacques IV Gabriel (1630-1686) (architecte)   | Jacques IV Gabriel (1630-1686) (architecte)   | Jacques IV Gabriel (1630-1686) (architecte)   | Jacques IV Gabriel (1630-1686) (architecte)   | Jacques IV Gabriel (1630-1686) (architecte)   | Jacques IV Gabriel (1630-1686) (architecte)   |                                           |                                           | Jacques III Gabriel (1637-1697) (maître maçon) | Jacques III Gabriel (1637-1697) (maître maçon) | Jacques III Gabriel (1637-1697) (maître maçon) | Jacques III Gabriel (1637-1697) (maître maçon) | Jacques III Gabriel (1637-1697) (maître maçon) | Jacques III Gabriel (1637-1697) (maître maçon) |                                  |                                  | Maurice II Gabriel (1632-1693) (maître maçon) | Maurice II Gabriel (1632-1693) (maître maçon) | Maurice II Gabriel (1632-1693) (maître maçon) | Maurice II Gabriel (1632-1693) (maître maçon) | Maurice II Gabriel (1632-1693) (maître maçon) | Maurice II Gabriel (1632-1693) (maître maçon) |  |  |
|                             |                             |                             |                             |                             |                             |  |  |                                                |                                                |                                                |                                                |                                                |                                                |                                    |                                    |                                    |                                    |                                                                       |                                                                       |                                                                       |                                                                       |                                                                       |                                                                       |                                            |                                            |                                            |                                            |                                                   |                                                   |                                                   |                                                   |                                                   |                                                   |                                                  |                                                  |                                                  |                                                  |                               |                               |                               |                               |                              |                              |                              |                              |                                            |                                            |                                            |                                            |                                            |                                            |                                     |                                     |                        |                        |                        |                        |               |               |                                   |                                   |                                   |                                   |                                               |                                               |                                               |                                               |                                               |                                               |                                           |                                           |                                                |                                                |                                                |                                                |                                                |                                                |                                  |                                  |                                               |                                               |                                               |                                               |                                               |                                               |  |  |
|                             |                             |                             |                             |                             |                             |  |  |                                                |                                                |                                                |                                                | Jules-Robert de Cotte (architecte)             | Jules-Robert de Cotte (architecte)             | Jules-Robert de Cotte (architecte) | Jules-Robert de Cotte (architecte) | Jules-Robert de Cotte (architecte) | Jules-Robert de Cotte (architecte) |                                                                       |                                                                       |                                                                       |                                                                       |                                                                       |                                                                       |                                            |                                            |                                            |                                            | Jacques Hardouin-Mansart (Président au Parlement) | Jacques Hardouin-Mansart (Président au Parlement) | Jacques Hardouin-Mansart (Président au Parlement) | Jacques Hardouin-Mansart (Président au Parlement) | Jacques Hardouin-Mansart (Président au Parlement) | Jacques Hardouin-Mansart (Président au Parlement) |                                                  |                                                  |                                                  |                                                  |                               |                               |                               |                               |                              |                              |                              |                              |                                            |                                            |                                            |                                            |                                            |                                            |                                     |                                     |                        |                        |                        |                        |               |               | Jacques V Gabriel (architecte)    | Jacques V Gabriel (architecte)    | Jacques V Gabriel (architecte)    | Jacques V Gabriel (architecte)    | Jacques V Gabriel (architecte)                | Jacques V Gabriel (architecte)                |                                               |                                               |                                               |                                               |                                           |                                           |                                                |                                                |                                                |                                                |                                                |                                                |                                  |                                  |                                               |                                               |                                               |                                               |                                               |                                               |  |  |
|                             |                             |                             |                             |                             |                             |  |  |                                                |                                                |                                                |                                                | Jules-Robert de Cotte (architecte)             | Jules-Robert de Cotte (architecte)             | Jules-Robert de Cotte (architecte) | Jules-Robert de Cotte (architecte) | Jules-Robert de Cotte (architecte) | Jules-Robert de Cotte (architecte) |                                                                       |                                                                       |                                                                       |                                                                       |                                                                       |                                                                       |                                            |                                            |                                            |                                            | Jacques Hardouin-Mansart (Président au Parlement) | Jacques Hardouin-Mansart (Président au Parlement) | Jacques Hardouin-Mansart (Président au Parlement) | Jacques Hardouin-Mansart (Président au Parlement) | Jacques Hardouin-Mansart (Président au Parlement) | Jacques Hardouin-Mansart (Président au Parlement) |                                                  |                                                  |                                                  |                                                  |                               |                               |                               |                               |                              |                              |                              |                              |                                            |                                            |                                            |                                            |                                            |                                            |                                     |                                     |                        |                        |                        |                        |               |               | Jacques V Gabriel (architecte)    | Jacques V Gabriel (architecte)    | Jacques V Gabriel (architecte)    | Jacques V Gabriel (architecte)    | Jacques V Gabriel (architecte)                | Jacques V Gabriel (architecte)                |                                               |                                               |                                               |                                               |                                           |                                           |                                                |                                                |                                                |                                                |                                                |                                                |                                  |                                  |                                               |                                               |                                               |                                               |                                               |                                               |  |  |
|                             |                             |                             |                             |                             |                             |  |  |                                                |                                                |                                                |                                                |                                                |                                                |                                    |                                    |                                    |                                    |                                                                       |                                                                       |                                                                       |                                                                       |                                                                       |                                                                       |                                            |                                            |                                            |                                            |                                                   |                                                   |                                                   |                                                   |                                                   |                                                   |                                                  |                                                  |                                                  |                                                  |                               |                               |                               |                               |                              |                              |                              |                              |                                            |                                            |                                            |                                            |                                            |                                            |                                     |                                     |                        |                        |                        |                        |               |               |                                   |                                   |                                   |                                   |                                               |                                               |                                               |                                               |                                               |                                               |                                           |                                           |                                                |                                                |                                                |                                                |                                                |                                                |                                  |                                  |                                               |                                               |                                               |                                               |                                               |                                               |  |  |
|                             |                             |                             |                             |                             |                             |  |  |                                                |                                                |                                                |                                                |                                                |                                                |                                    |                                    |                                    |                                    |                                                                       |                                                                       |                                                                       |                                                                       |                                                                       |                                                                       | Jean Hardouin-Mansart de Jouy (architecte) | Jean Hardouin-Mansart de Jouy (architecte) | Jean Hardouin-Mansart de Jouy (architecte) | Jean Hardouin-Mansart de Jouy (architecte) | Jean Hardouin-Mansart de Jouy (architecte)        | Jean Hardouin-Mansart de Jouy (architecte)        |                                                   |                                                   | Jacques Hardouin-Mansart de Sagonne (architecte)  | Jacques Hardouin-Mansart de Sagonne (architecte)  | Jacques Hardouin-Mansart de Sagonne (architecte) | Jacques Hardouin-Mansart de Sagonne (architecte) | Jacques Hardouin-Mansart de Sagonne (architecte) | Jacques Hardouin-Mansart de Sagonne (architecte) |                               |                               |                               |                               |                              |                              |                              |                              |                                            |                                            |                                            |                                            |                                            |                                            |                                     |                                     |                        |                        |                        |                        |               |               | Ange-Jacques Gabriel (architecte) | Ange-Jacques Gabriel (architecte) | Ange-Jacques Gabriel (architecte) | Ange-Jacques Gabriel (architecte) | Ange-Jacques Gabriel (architecte)             | Ange-Jacques Gabriel (architecte)             |                                               |                                               |                                               |                                               |                                           |                                           |                                                |                                                |                                                |                                                |                                                |                                                |                                  |                                  |                                               |                                               |                                               |                                               |                                               |                                               |  |  |
|                             |                             |                             |                             |                             |                             |  |  |                                                |                                                |                                                |                                                |                                                |                                                |                                    |                                    |                                    |                                    |                                                                       |                                                                       |                                                                       |                                                                       |                                                                       |                                                                       | Jean Hardouin-Mansart de Jouy (architecte) | Jean Hardouin-Mansart de Jouy (architecte) | Jean Hardouin-Mansart de Jouy (architecte) | Jean Hardouin-Mansart de Jouy (architecte) | Jean Hardouin-Mansart de Jouy (architecte)        | Jean Hardouin-Mansart de Jouy (architecte)        |                                                   |                                                   | Jacques Hardouin-Mansart de Sagonne (architecte)  | Jacques Hardouin-Mansart de Sagonne (architecte)  | Jacques Hardouin-Mansart de Sagonne (architecte) | Jacques Hardouin-Mansart de Sagonne (architecte) | Jacques Hardouin-Mansart de Sagonne (architecte) | Jacques Hardouin-Mansart de Sagonne (architecte) |                               |                               |                               |                               |                              |                              |                              |                              |                                            |                                            |                                            |                                            |                                            |                                            |                                     |                                     |                        |                        |                        |                        |               |               | Ange-Jacques Gabriel (architecte) | Ange-Jacques Gabriel (architecte) | Ange-Jacques Gabriel (architecte) | Ange-Jacques Gabriel (architecte) | Ange-Jacques Gabriel (architecte)             | Ange-Jacques Gabriel (architecte)             |                                               |                                               |                                               |                                               |                                           |                                           |                                                |                                                |                                                |                                                |                                                |                                                |                                  |                                  |                                               |                                               |                                               |                                               |                                               |                                               |  |  |
|                             |                             |                             |                             |                             |                             |  |  |                                                |                                                |                                                |                                                |                                                |                                                |                                    |                                    |                                    |                                    |                                                                       |                                                                       |                                                                       |                                                                       |                                                                       |                                                                       |                                            |                                            |                                            |                                            |                                                   |                                                   |                                                   |                                                   |                                                   |                                                   |                                                  |                                                  |                                                  |                                                  |                               |                               |                               |                               |                              |                              |                              |                              |                                            |                                            |                                            |                                            |                                            |                                            |                                     |                                     |                        |                        |                        |                        |               |               | Ange-Antoine Gabriel (architecte) |                                   |                                   |                                   |                                               |                                               |                                               |                                               |                                               |                                               |                                           |                                           |                                                |                                                |                                                |                                                |                                                |                                                |                                  |                                  |                                               |                                               |                                               |                                               |                                               |                                               |  |  |